# Leipziger Geschichtsverein
Der Leipziger Geschichtsverein e. V. ist eine Vereinigung regionalgeschichtlich interessierter Bürger in Leipzig. Der Verein versteht sich als Nachfolger des 1867 gegründeten Vereins für die Geschichte Leipzigs. Er umfasst etwa 300 Mitglieder. Der Leipziger Geschichtsverein ist Mitglied des Gesamtvereins der Deutschen Geschichts- und Altertumsvereine e.V.

## Ziele und Vereinsarbeit
Gemäß der Satzung des Leipziger Geschichtsvereins verfolgt dieser den Zweck
- „die Geschichte Leipzigs und des Leipziger Landes von der ältesten Zeit bis in die Gegenwart unter Berücksichtigung der Wechselwirkung zwischen National-, Regional- und Landesgeschichte zu erforschen, darzustellen und zu verbreiten,
- den Sinn für Heimatgeschichte und Denkmalpflege zu fördern und
- für die Identität Leipzigs und des Leipziger Landes einzutreten und insbesondere auf die denkmal- und geschichtsgerechte Pflege, Bewahrung und behutsame Neugestaltung des Leipziger Stadtbildes und des Leipziger Landes sowie auf die Erhaltung der städtebaulichen Strukturen und bewahrenswerten Sachzeugen Einfluss zu nehmen“.

Im Rahmen der Vereinsarbeit finden monatlich öffentliche Vorträge von Vereinsmitgliedern oder Gastrednern zu regionalgeschichtlichen Themen statt. Jährlich werden mehrere Exkursionen in das Leipziger Umland durchgeführt. Im Verein können Arbeitsgruppen zu speziellen Problemstellungen gebildet werden, deren Arbeit im Allgemeinen zu einer Publikation führt.
Seit 2009 findet auf Anregung des Leipziger Geschichtsvereins und in Zusammenarbeit mit weiteren Leipziger Institutionen im November jährlich eine mehrtägige Veranstaltung als „Tag der Stadtgeschichte“ statt. In jedem Jahr wird ein anderes Themengebiet beleuchtet: Stadt und Universität Leipzig (2009), Leipziger Schulgeschichte (2010), Leipzigs Wirtschaft in Vergangenheit und Gegenwart (2011), Stadt und Glauben (2012), Stadt in Krieg und Frieden (2013). Die Vorträge werden jeweils in einem Tagungsband zusammengefasst.
Jährlich gibt der Verein ein über 200 Seiten umfassendes „Jahrbuch Leipziger Stadtgeschichte“ heraus, das verschiedene stadtgeschichtliche Aufsätze enthält und das für Mitglieder im Jahresbeitrag abgegolten ist.
Im Rhythmus von zwei Jahren wird der Vorstand des Vereins von der Vollversammlung gewählt, die im Übrigen jährlich stattfindet.

## Geschichte

### Verein für die Geschichte Leipzigs
Die in der zweiten Hälfte des 19. Jahrhunderts in Deutschland einsetzende Besinnung auf regionale Geschichte führte auch in Leipzig zur Bildung eines Geschichtsvereins. Dieser wurde auf Initiative des Architekten und Kunsthistorikers Oscar Mothes und einiger weiterer Persönlichkeiten am  17. Dezember 1867 gegründet. Es war der 49. in Deutschland. Es wurden zwei Sektionen gebildet, eine literarische und eine artistische, die sich mit der Schaffung historischer Gedenktafeln in der Stadt und der Sammlung historisch bedeutsamer Objekte befasste. Der literarischen Sektion stand Heinrich Wuttke vor. Bis zu seinem frühen Tod vermochte Heinrich Wuttke nur den ersten Band der Schriftenreihe des Vereines für die Geschichte Leipzigs herausbringen, in welchem er den größten Teil selbst beisteuerte.
Die Sammlung des Vereins wurde ab 1870 öffentlich zugänglich gemacht und zog 1873 mit bereits 5600 Gegenständen, die zum größten Teil aus Spenden stammten,  in eine Etage des Alten Johannishospitals, das durch den Bau des Neuen Johannishospitals frei geworden war. Obwohl 1890 eine zweite Etage im Johannishospital hinzukam, wurde der Platzmangel immer spürbarer, und die Präsentation einer solch großen Ausstellung überforderte die Kräfte des Vereins. Deshalb entschloss man sich, die Sammlung der Stadt Leipzig zu schenken. Im November wurde das Johannishospital geräumt und ab 11. Dezember 1911 die Sammlung als Stadtgeschichtliches Museum im Alten Rathaus präsentiert. Als eine Bedingung der Schenkung wurde der freie Museumsbesuch der Mitglieder des Vereins vereinbart. Diese Abmachung gilt noch heute. Vortragstätigkeit, Exkursionen und Publikation waren nun die Hauptarbeitsfelder des Vereins.
Die Mitgliederzahl des Vereins war Schwankungen unterlegen. 1869 betrug die Mitgliederzahl 182, verdoppelte sich bis 1876 und erreichte 1890 wieder den 1869er-Stand. Die Maximalzahl von 806 stand 1925 zu Buche, während kurz vor Beginn des Zweiten Weltkriegs (1937) nur noch 442 Mitglieder gezählt wurden.
Mit der Machtergreifung durch die Nationalsozialisten 1933 ergab sich auch für den Verein eine neue Situation, die man zunächst durch eine gewisse Anpassung zu überspielen versuchte. Die Einflussnahme der staatlichen Kreise auf den Verein wurde aber massiver und sein Vorsitzender Friedrich Schulze 1938 schließlich zum Rücktritt gedrängt. Den übernahm nun der Leiter des städtischen Kulturamtes Friedrich August Hauptmann. Außerdem wurde der Vereinsführung ein NS-durchsetzter Beirat zur Seite gestellt. In einem neuen Vereinsstatut von 1938 wurde festgelegt, „Nichtarier“ als Vereinsmitglieder nicht mehr zuzulassen, womit die Juden aus dem Verein ausgegrenzt waren. Der Verein wurde in eine „Forschungsabteilung“ und eine „Heimatgeschichtliche Volksbildungsabteilung“ gegliedert. Nach Ende des Zweiten Weltkrieges wurde der Verein durch Beschluss der sächsischen Landesregierung am 14. Dezember 1948 offiziell aufgelöst.

### DDR-Zeit
Da ein Vereinsbetrieb im bisherigen Sinne nach dem Zweiten Weltkrieg auf dem Gebiet der sowjetischen Besatzungszone und später in der DDR nicht möglich war, versuchten die geschichtsinteressierten Leipziger andere Wege, ihrem Interesse nachzugehen. Bereits im Dezember 1947 bildete sich ein „Arbeitskreis für Stadt- und Kulturgeschichte“ in Unterstellung zum Volksbildungsausschuss der Stadt. Dieser schloss sich zunächst 1949 locker dem Kulturbund an und wurde 1955 als „Fachgruppe Stadtgeschichte“ zu einer Grundeinheit des Kulturbundes.
Die Fachgruppe leiteten Museumsdirektor Heinz Füßler (1950–1965), der Lehrer Karlheinz Kretzschmar (1965–1979) und Wolfgang Grundmann (1979–1990). Im Verlauf ihres 40-jährigen Bestehens brachte es die Fachgruppe auf 223 Mitglieder. Es wurden öffentliche Vorträge gehalten sowie Exkursionen und Stadtrundgänge durchgeführt. Die Popularisierung der Stadtgeschichte erfolgte vornehmlich mündlich, da Papierkontingente und Druckgenehmigungen bevorzugt für die Propagierung der Geschichte der Arbeiterbewegung vergeben wurden.

### Neugründung
Am 17. Dezember 1990, auf den Tag genau 123 Jahre nach der Gründung des Vereins für die Geschichte Leipzigs, gründeten 43 Interessenten im Festsaal des Alten Rathauses den Leipziger Geschichtsverein e. V. Die erste Vorsitzende des neuen Vereins wurde Katrin Keller. Die Mitgliederzahl des Vereins nahm rasch zu. Im April 1992 waren es bereits 208. Die Vortragstätigkeit begann im Februar 1991, und die erste Exkursion führte im April 1991 nach Schkeuditz.

### Die Vorstandsvorsitzenden
- 1868–1869 Friedrich August Eckstein
- 1869–1882 Oscar Mothes
- 1882–1891 Gustav Wustmann
- 1891–1911 Eduard Mangner
- 1911–1926 Ernst Kroker
- 1926–1938 Friedrich Schulze
- 1938–1945 Friedrich August Hauptmann
- 1990–1995 Katrin Keller
- 1995–1999 Doris Mundus
- 1999–2019 Beate Berger
- seit 2019 Mark Lehmstedt

## Veröffentlichungen
Nach anfänglichen Differenzen im Verein für die Geschichte Leipzigs über die Ausrichtung einer Schriftenreihe erschien der erste Band 1872. Dann verstrichen allerdings sechs Jahre bis zum zweiten und nochmals sieben Jahre bis zum dritten. Dieser wurde unter dem Titel „Aus Leipzigs Vergangenheit“  von Gustav Wustmann allein gestaltet. Ab 1892 (Band 4) erschienen in unregelmäßiger Folge bis 1939 insgesamt 23 Bände mit jeweils bis zu etwa zehn Beiträgen.
Nach der Neugründung des Vereins wurde die Tradition der Vereinsschriften wieder aufgenommen. Jährlich erscheint ein Band „Leipziger Stadtgeschichte“, bis 2004 waren es sogar mehrere Bände pro Jahr. Daneben greifen die „Leipziger Hefte“ (bisher 18) noch spezielle Themen auf. Eine Arbeitsgruppe des Vereins hat ein zweibändiges Werk „Leipziger Denkmale“ erarbeitet.